# Justinian Ladurner

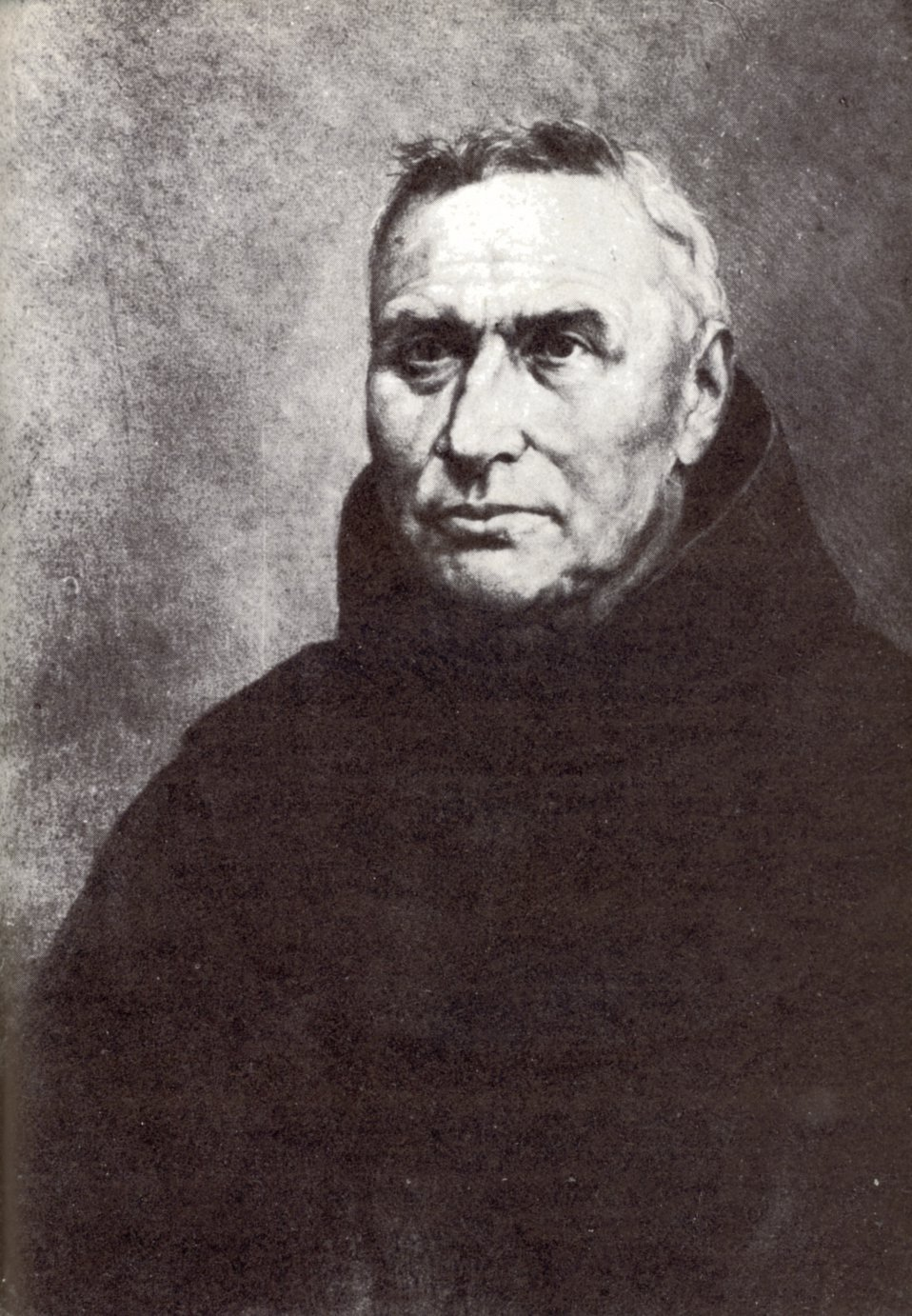
P. Justinian Ladurner

P. Justinian Ladurner OFM (* 9. Jänner 1808 in Meran; † 14. Oktober 1874 in Innsbruck) war ein österreichischer Franziskanerpater und römisch-katholischer Priester. Als Historiker beschäftigte er sich schwerpunktmäßig mit der Geschichtsschreibung Tirols, wo er zahlreiche Quellen erschloss und zugänglich machte.

## Leben
Josef Johann Ladurner war das jüngste Kind des Meraner Gastwirts Johann Ladurner (Schgörwirt zum Goldenen Adler) und von dessen Frau Klara Mayr. Er besuchte das Gymnasium in Meran, studierte in Trient und trat 1829 in den Franziskanerorden ein (Ordensname Justinian). 1833 erhielt er die Priesterweihe. 1836 ging er in das Franziskanerkloster Lienz, danach lebte er von 1837 bis 1853 in Bozen, wo er auch als Katechet am dortigen Gymnasium wirkte. Dann lebte Ladurner von 1853 bis 1855 in Kaltern, von 1855 bis 1857 als Guardian in Innsbruck, von 1857 bis 1859 als Vikar in Reutte und schließlich bis zu seinem Tod wieder in Innsbruck, wo er als Bibliothekar tätig war.

## Werk

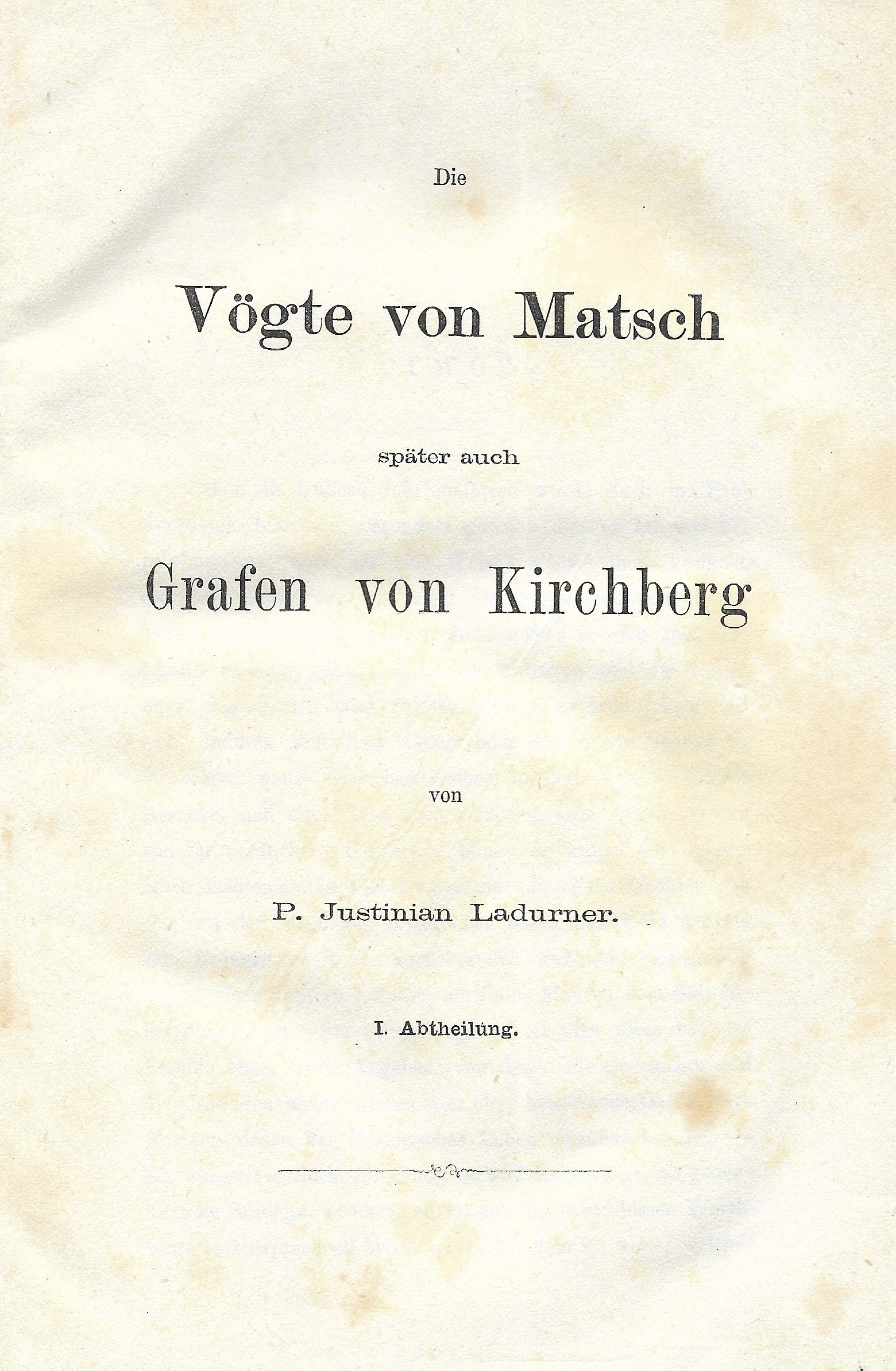
Deckblatt von J. Ladurners Vögten von Matsch, Teil 1 (1871)

Justinian Ladurner hat große Bedeutung für die Tiroler Geschichtsschreibung. Besonders verdienstvoll war das Abschreiben von ungefähr 14.000 Urkunden und das Erstellen von drei großen Bänden mit Regesten aus verschiedenen Archiven (heute im Tiroler Landesarchiv). Seine Forschungen erschienen in zahlreichen Beiträgen großteils in der Zeitschrift des Ferdinandeums und im Archiv für Geschichte und Altertumskunde Tirols, dessen Mitherausgeber er war. Ladurner war Ehrenmitglied des Vereins des Museums Ferdinandeum in Innsbruck und des Historischen Vereins von und für Oberbayern in München sowie Mitglied der Heraldisch-Genealogischen Gesellschaft Adler in Wien.
- Chronik von Bozen (1844); deren erster Teil veröffentlicht in: P. Bruno Klammer (Hrsg.): P. J. Ladurner's Chronik von Bozen 1844. Verlagsanstalt Athesia, Bozen 1982, ISBN 88-7014-283-3 (hier ausführliche Biografie und Werkverzeichnis Ladurners sowie Literatur über ihn); der zweite Teil veröffentlicht von Erich Kofler: P. J. Ladurners Chronik von Bozen von 1610 bis 1739. In: «Der Schlern» 58, 1984, S. 323–361.
- Beiträge zur Geschichte der Pfarrkirche von Bozen. Eberle, Bozen 1851 (digital.tessmann.it).
- Sammlung von Statuten und Freiheiten der Stadt Bozen. Archiv des Franziskanerklosters Bozen, Hs. 53 (Vorprovenienz: Franziskanerkloster-Hospitium Innsbruck), undatiert (2. Hälfte des 19. Jhs.)[1]
- Urkundliche Beiträge zur Geschichte des Deutschen Ordens in Tirol. In: Zeitschrift des Ferdinandeums für Tirol und Vorarlberg. Folge 3, Band 10. Wagner, Innsbruck 1861, S. 1–232 (eingeschränkte Vorschau in der Google-Buchsuche, zobodat.at [PDF]).
- Beiträge zur specielen Geschichte der Deutsch-Ordens-Comende Sterzing vom 14. Jahrhundert angefangen. In: Zeitschrift des Ferdinandeums für Tirol und Vorarlberg. Folge 3, Band 10. Innsbruck 1861, S. 233–272 (zobodat.at [PDF]).
- Die Landeshauptleute von Tirol. 1865.
- Urkundliche Geschichte der Edlen von Tauvers. In: Zeitschrift des Ferdinandeums für Tirol und Vorarlberg. Folge 3, Band 12. Innsbruck 1865, S. 5–88 (zobodat.at [PDF]).
- Die Edlen von Enn. In: Zeitschrift des Ferdinandeums für Tirol und Vorarlberg. Folge 3, Band 13. Innsbruck 1865, S. 89–173 (zobodat.at [PDF]).
- Albert III. und letzte der ursprünglichen Grafen von Tirol (= Zeitschrift des Ferdinandeums für Tirol und Vorarlberg. Folge 3, Band 14). 1869 (digital.tessmann.it).
- Veste und Herrschaft Ernberg (= Zeitschrift des Ferdinandeums für Tirol und Vorarlberg. Folge 3, Band 15). 1870 (zobodat.at [PDF]).
- Die Vögte von Matsch, später auch Grafen von Kirchberg (= Zeitschrift des Ferdinandeums für Tirol und Vorarlberg. Folge 3, Bände 16–18). Innsbruck 1871–1873 (zobodat.at [PDF], zobodat.at [PDF], alle 3 Bände aneinandergehängt auf digital.tessmann.it).